# Amtsbezirk Döstrup
Der Amtsbezirk Döstrup war ein Amtsbezirk im Kreis Tondern in der Provinz Schleswig-Holstein.
Der Amtsbezirk wurde 1889 gebildet und umfasste die folgenden Gemeinden:  
1. Döstrup
2. Drengstedt
3. Laurup
4. Medolden
5. Ottesbüll
6. Overby
7. Winum

1920 wurde der Amtsbezirk aufgelöst und die Gemeinden aufgrund der Volksabstimmung in Schleswig an Dänemark abgetreten.